# Curvímetre

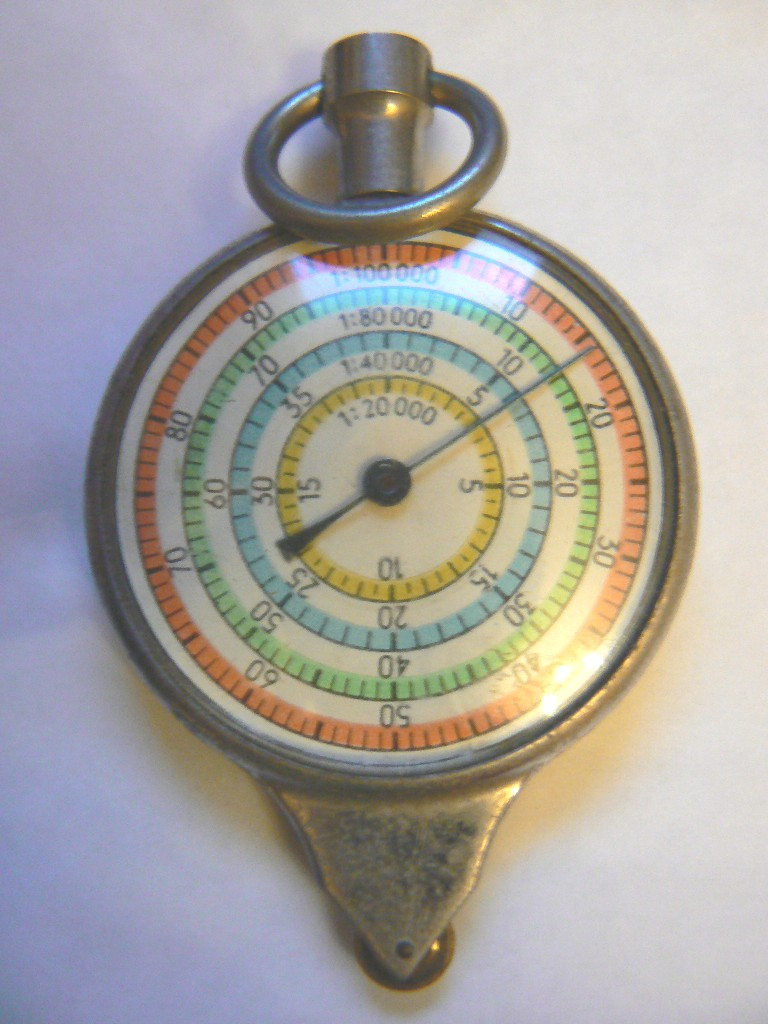
Mesurador de mapes amb diferents escales

Un curvímetre, també conegut com a opisòmetre és un dispositiu (instrument de mesura), mecànic o electrònic utilitzat per tal de mesurar la longitud d'una corba sobre un plànol. En cartografia s'utilitza per a mesurar petites distàncies sobre un mapa.

## Descripció
L'instrument consisteix bàsicament en una roda connectada a un comptador de voltes. És a dir està compost per una roda aspra o bé una bola que l'usuari fa girar sobre el mapa o plànol al llarg de la trajectòria a quantificar, i un dispositiu que converteix la rotació d'acord amb l'escala de distàncies del mapa o plànol, amb gradacions d'escala o amb una conversió electrònica.

## Història
Les primeres versions d'aquest instrument van ser patentades el 1873 per l'enginyer anglès Edward Russell Morris. Els instruments que va produir van ser descrits inicialment com "Chartometer Patent", encara que les versions posteriors es van vendre sota el curiós nom de Wealemefna. El 1881, Morris va descriure com havia creat un nom completament original en un intent de vèncer els seus imitadors; també es va negar a revelar l'origen de la paraula.

## Ús
Per a mesurar la longitud d'una corba, l'usuari, després de posar-lo a zero, fa girar la roda del curvímetre al llarg de la corba, cobrint el recorregut de la mateixa. El nombre de voltes de la roda queda registrat en el comptador en forma d'unitats de longitud en diferents escales.
En el curvímetre de tipus electrònic, després de posar-lo a zero i fer-lo girar sobre el plànol, apareix la distància directament en el display en les unitats i escala triades prèviament en el menú de configuració. En un mapa, amb el curvímetre, es pot mesurar el recorregut d'un riu (sense tenir en compte les llacunes) o també la longitud d'un camí, per exemple, ja que l'altura en aquests casos no varia de manera significativa.